# SHAMROCK (アルバム)
『SHAMROCK』（シャムロック）は、林原めぐみの4枚目のオリジナル・アルバム。1993年8月21日にスターチャイルドから発売された。2005年3月16日に再発売された。

## 概要
- 2作目のアルバム『WHATEVER』に続く、本人が歌ったキャラクターソングを中心に構成されたキャラクターソング・アルバム。ただし2000年にベストアルバム『VINTAGE S』、『VINTAGE A』リリース以降はオリジナルアルバムとして扱われている。
- 前作未収録の「夢を抱きしめて」を含むシングルの楽曲が収録された。なお、「春猫不思議月夜 -おしえてHappiness-」は英語詞版が収録されており、オリジナル音源は未収録である。
- 本作では林原が当時出演していたテレビアニメ『魔法のプリンセス ミンキーモモ』やOVA『万能文化猫娘』からの楽曲が大半を占めている。それらの作品のキャラクターソングや主題歌のリメイク、カヴァーに新曲1曲を加えた全15曲の構成されている。
- ジャケットの写真は東京・天王洲アイルで撮影された。
- 2005年3月16日に初回限定盤仕様（紙BOX仕様、24Pブックレット、40P別冊写真集など付属）の限定生産で復刻された。

## 収録曲
| #         | タイトル                                  | 作詞                                   | 作曲         | 編曲      | 時間  |
| --------- | ----------------------------------------- | -------------------------------------- | ------------ | --------- | ----- |
| 1.        | 「がんばって!」                           | 有森聡美                               | 石川Kanji    | Vink      | 4:08  |
| 2.        | 「COMET rendez-vous」                     | 木本慶子                               | 日詰昭一郎   | Vink      | 4:12  |
| 3.        | 「CHILDREN PARTY」                        | 松葉美保                               | 久保浩二     | 古川貴司  | 4:57  |
| 4.        | 「4月の雪 <MOMO VERSION>」                | 岡崎律子                               | 岡崎律子     | 西脇辰弥  | 6:10  |
| 5.        | 「夢を抱きしめて」                        | 渡辺なつみ                             | 岡崎律子     | 西脇辰弥  | 3:48  |
| 6.        | 「ROCKで行こう <NEW VERSION>」            | 白峰美津子                             | Vink         | Vink      | 3:48  |
| 7.        | 「Only One <NEW VERSION>」                | 小坂恭子                               | 大友博輝     | B.C. GUYS | 4:38  |
| 8.        | 「SUPER FEELING」                         | 松葉美保                               | 日詰昭一郎   | 古川貴司  | 4:55  |
| 9.        | 「DON'T SIGH」                            | 松葉美保                               | 原一博       | 古川貴司  | 3:57  |
| 10.       | 「好きより大好きミンキースマイル!」       | 渡辺なつみ                             | 岡崎律子     | 西脇辰弥  | 2:25  |
| 11.       | 「ララバイ☆あ・げ・た・い <NEW VERSION>」 | 泉スフレ                               | りゅうてつし | 長内悟    | 4:36  |
| 12.       | 「OUR GOOD DAY… 僕らのGOOD DAY」          | 島エリナ English Words by Mamie D. Lee | 工藤崇       | 大森俊之  | 4:11  |
| 13.       | 「In The Fluffy MOON Nite <NEW VERSION>」 | Mamie D. Lee （日本語原詞：松宮恭子）  | 河内淳一     | 河内淳一  | 4:33  |
| 14.       | 「LOOKIN' FOR LOVE <NEW VERSION>」        | 松葉美保                               | 五島翔       | 矢吹俊郎  | 4:23  |
| 15.       | 「Sad Man」                               | 島エリナ                               | 飯塚昌明     | 西岡治彦  | 5:24  |
| 合計時間: | 合計時間:                                 | 合計時間:                              | 合計時間:    | 合計時間: | 66:05 |

## タイアップ
| 曲名                                  | タイアップ                                                                       | 初出作品                                                   | 発売日         | 規格品番 | 備考                               |
| ------------------------------------- | -------------------------------------------------------------------------------- | ---------------------------------------------------------- | -------------- | -------- | ---------------------------------- |
| がんばって!                           | OVA『万能文化猫娘』イメージソング                                                | 『万能文化猫娘 SOUND PHASE-0III』                          | 1993年2月5日   | KICA-140 |                                    |
| COMET rendez-vous                     | OVA『万能文化猫娘』イメージソング                                                | 『万能文化猫娘 SOUND PHASE-0II』                           | 1992年11月21日 | KICA-129 |                                    |
| CHILDREN PARTY                        | 『子供たちは夜の住人』（原作：高河ゆん）イメージソング                           | 『子供たちは夜の住人・音楽編』                             | 1991年12月21日 | KICA-80  |                                    |
| 4月の雪 <MOMO VERSION>                | テレビアニメ『魔法のプリンセス ミンキーモモ』イメージソング                      | 『MINKY MOMO “LOVE STAGE”』                                | 1993年3月5日   | KICA-131 | 原曲：岡崎律子                     |
| 夢を抱きしめて                        | テレビアニメ『魔法のプリンセス ミンキーモモ 夢を抱きしめて編』オープニングテーマ | 「夢を抱きしめて」                                         | 1992年6月24日  | KIDA-42  | 3rdシングル                        |
| ROCKで行こう <NEW VERSION>            | OVA『万能文化猫娘』イメージソング                                                | 『万能文化猫娘 SOUND PHASE-0V』（原曲）                    | 1993年6月23日  | KICA-152 | 原曲：島津冴子＆林原めぐみ         |
| Only One <NEW VERSION>                | OVA『万能文化猫娘』イメージソング                                                | 『万能文化猫娘 SOUND PHASE-0IV』（原曲）                   | 1993年4月21日  | KICA-150 | 原曲：絵里香                       |
| SUPER FEELING                         | 『子供たちは夜の住人』イメージソング                                             | 『子供たちは夜の住人・音楽編』                             | 1991年12月21日 | KICA-80  |                                    |
| DON'T SIGH                            | 『子供たちは夜の住人』イメージソング                                             | 『子供たちは夜の住人・音楽編』                             | 1991年12月21日 | KICA-80  |                                    |
| 好きより大好きミンキースマイル!       | テレビアニメ『魔法のプリンセス ミンキーモモ 夢を抱きしめて編』エンディングテーマ | 「夢を抱きしめて」                                         | 1992年6月24日  | KIDA-42  | 3rdシングルカップリング曲          |
| ララバイ☆あ・げ・た・い <NEW VERSION> | OVA『NG騎士ラムネ&40 DX ワクワク時空 炎の大捜査戦』イメージソング                | 『NG騎士ラムネ＆40DX ワクワク時空 炎の海賊盤 III』（原曲） | 1993年5月21日  | KIDA-59  | 原曲：林原めぐみ＆三石琴乃         |
| OUR GOOD DAY…僕らのGOOD DAY           | テレビアニメ『熱血最強ゴウザウラー』エンディングテーマ                           | 「OUR GOOD DAY…僕らのGOOD DAY」                            | 1993年3月24日  | KIDA-54  | 5thシングル                        |
| In The Fluffy MOON Nite <NEW VERSION> | OVA『万能文化猫娘』イメージソング                                                | 『万能文化猫娘 SOUND PHASE-0I』（原曲）                    | 1992年9月26日  | KICA-123 | 原曲：YAUMIN 4thシングルの英語詞版 |
| LOOKIN' FOR LOVE <NEW VERSION>        | ラジオドラマ熱血電波倶楽部『影技 -SHADOW SKILL-』オープニングテーマ              | 「LOOKIN'FOR LOVE」（原曲）                                | 1993年5月21日  | KIDA-55  | 原曲：SAYUMI                       |
| Sad Man                               | テレビアニメ『宇宙の騎士テッカマンブレード』イメージソング                       | （無し）                                                   | （無し）       | （無し） | 未発表楽曲                         |